# Zhao Shunxin
Zhao Shunxin (chiń. 赵顺欣; ur. 11 października 1979) – chińska judoczka. Olimpijka z Sydney 2000, gdzie zajęła piąte miejsce w kategorii 48 kg.
Triumfatorka igrzysk Azji Wschodniej w 2001. Brązowa medalistka mistrzostw Azji w 2004 roku.

## Letnie Igrzyska Olimpijskie 2000
| Konkurencja      | Walki                | Walki              | Walki                     | Walki                       | Walki                       | Klas. końcowa |
| Konkurencja      | 1/16                 | 1/8                | Repasaże                  | Repasaże                    | o 3 miejsce                 | Miejsce       |
| ---------------- | -------------------- | ------------------ | ------------------------- | --------------------------- | --------------------------- | ------------- |
| waga ekstralekka | Tania Tallie (RSA) W | Ryōko Tani (JPN) P | Ludmyła Łusnikowa (UKR) W | Sarah Nichilo-Rosso (FRA) W | Anna-Maria Gradante (GER) P | V             |